# Ministerio de Seguridad Pública (Chile)
El Ministerio de Seguridad Pública es el ministerio de Estado encargado de los asuntos relativos al orden público y la seguridad pública interior, para cuyos efectos concentra la decisión política en estas materias, y coordina, evalúa y controla la ejecución de planes y programas que desarrollen los demás ministerios y servicios públicos en materia de prevención y control de la delincuencia, rehabilitación de infractores de ley y su reinserción social, en la forma que establece la ley y dentro del marco de la Política Nacional de Seguridad Pública Interior; asimismo, le corresponde la gestión de los asuntos y procesos administrativos que las Fuerzas de Orden y Seguridad requieran para el cumplimiento de sus funciones y que sean de su competencia.
Fue creado mediante la ley N.° 21.730, promulgada el 27 de enero de 2024 por el presidente Gabriel Boric. 
Está compuesto por dos Subsecretarías (de Seguridad Pública y de Prevención del Delito). Desde el 1 de abril de 2025, el abogado, Luis Cordero Vega, ocupa el cargo de ministro de Seguridad Pública, desde el 1 de abril de 2025, Rafael Collado González ocupa el puesto de subsecretario de Seguridad Pública, mientras que desde el 6 de noviembre de 2024, Carolina Leitao Álvarez-Salamanca ocupa el cargo de subsecretaria de Prevención del Delito, bajo el gobierno de Gabriel Boric.

## Historia

### Antecedentes
El 21 de febrero de 2011, el Ministerio del Interior fue renombrado, esta vez como «Ministerio del Interior y Seguridad Pública», luego de que fuera publicada en el Diario Oficial la ley N.º 20.502, que estableció la nueva institucionalidad del ministerio, y que había sido previamente promulgada bajo el primer gobierno del presidente Sebastián Piñera el 10 de febrero de 2011, y por la cual se reemplazó la División de Seguridad Pública (DSP), creándose la Subsecretaría de Prevención del Delito (SPD), dependiente del renombrado ministerio, que aseguró la dependencia de Carabineros de Chile y de la Policía de Investigaciones (PDI), conllevando de esa forma una profundidad en tareas referentes a la seguridad pública.
El 3 de septiembre de 2021, el segundo gobierno del presidente Sebastián Piñera presentó un proyecto de ley que buscaba separar los asuntos vinculados al orden público del Ministerio del Interior y Seguridad Pública, lo que permitirá "alejar la figura del ministro jefe de gabinete de las contingencias propias de la seguridad pública, otorgándole en consecuencia mayor estabilidad política", el proyecto contemplaba la creación de una Subsecretaría de Seguridad Pública y que la Subsecretaría de Prevención del Delito pase a formar parte de este nuevo ministerio. Por lo que las Fuerzas de Orden y Seguridad Pública: Carabineros y la PDI, sumado de la ANI y la creación de la Agencia Nacional de Ciberseguridad, dependerán jerárquicamente de este futuro nuevo ministerio, en caso de ser aprobado el proyecto por parte del Congreso Nacional. El proyecto vuelve a ser anunciado durante la primera cuenta pública del Presidente Gabriel Boric el 1 de junio de 2022, pero esta vez bajo el nombre de Ministerio de Seguridad Pública, Protección Civil y Convivencia Ciudadana. Sin embargo, tras haberse aprobado en primer trámite constitucional en el Senado en junio de 2023, el proyecto de ley denomina a la nueva secretaría de Estado como el Ministerio de Seguridad Pública. El 4 de diciembre de 2024, la cámara de diputados aprobó el proyecto de ley que crea esta nueva cartera ministerial, la cual debería comenzar su funcionamiento entre abril y mayo de 2025. Finalmente el 27 de enero de 2025, se promulga el Decreto Ley N.º 21.730 que crea esta nueva cartera ministerial, posteriormente se informa que el día 1 de abril de 2025 fue el inicio de las funciones de este nuevo ministerio, bajo el gobierno del presidente Gabriel Boric, por lo cual la cartera de Interior retornó a su antiguo nombre de antaño conocida como «Ministerio del Interior», asimismo, la subsecretaría de Prevención del Delito y otros organismos dependientes en materia de orden público, junto con las fuerzas de orden y seguridad en Chile pasaron a depender jerárquicamente del nuevo Ministerio de Seguridad Pública.

### Inicio de funciones
El ministerio comenzó a funcionar oficialmente el 1 de abril de 2025.

### Anuncio del ministro
Posterior a la renuncia de la exministra Carolina Tohá al Ministerio del Interior y Seguridad Pública, se especularon muchos nombres de quienes ejercerían el cargo de ministro de Seguridad Pública, el nombre que más se ha mencionado que podría asumir dicho cargo es el del exministro de Justicia y actual subsecretario del Interior, Luis Cordero Vega, el cual fue ratificado en cadena nacional por el presidente Gabriel Boric.

### Operación
El 27 de febrero de 2025, a través de un video en redes sociales, la entonces ministra del Interior y Seguridad Pública, Carolina Tohá, dio a conocer las dependencias del Ministerio de Seguridad Pública, las cuales se ubican en calle Teatinos 220.

## Funciones
El Ministerio de Seguridad Pública cuenta con una serie de funciones y atribuciones:
- Centro Integrado de Coordinación Policial (Cicpol): El Cicpol es una unidad asesora del ministro o ministra de Seguridad Pública que estará a cargo de identificar situaciones de riesgo, coordinar operaciones policiales complejas y facilitar el intercambio de información entre sus integrantes y otras entidades públicas y privadas. Esta unidad estará integrada por directivos del Ministerio de Seguridad Pública, Carabineros de Chile y la Policía de Investigaciones, y será liderada por un Oficial General de las Fuerzas de Orden y Seguridad Pública designado por el ministro o ministra de Seguridad Pública.

- Sistema Nacional de Protección Ciudadana: es un mecanismo único de contacto con la ciudadanía ante delitos, siniestros viales, incendios, emergencias de salud, entre otros, similar al 911 de Estados Unidos. Esto permitirá entregar una primera respuesta coordinada entre policías, ambulancias, seguridad municipal y Fuerzas Armadas.

- Funcionamiento del Sistema de Seguridad Pública: un conjunto de instituciones públicas o privadas velarán que el Estado asegure el orden público, la seguridad pública interior y fomente la prevención del delito.

- Consejo Nacional de Seguridad Pública y Consejo Nacional de Prevención del Delito: instancias de coordinación y colaboración del Sistema de Seguridad Pública para asesorar al ministerio en la elaboración de la Política Nacional de Seguridad Pública. La primera estará integrada por la o el ministro del Interior, Defensa Nacional, Hacienda, Justicia y Derechos Humanos, Fiscal Nacional, General Director de Carabineros, director general de la PDI y Director Nacional de Gendarmería. El segundo, estará integrado por la o el ministro del Interior, Defensa Nacional, Hacienda, Justicia y Derechos Humanos, Desarrollo Social y Familia, Educación, Vivienda y Urbanismo, Mujer y la Equidad de Género y el General Director de Carabineros.

## Organización

### Subsecretarías
El ministerio posee dos subsecretarías:
- Subsecretaría de Seguridad Pública:[1] creada en 2025 conforme al Decreto Ley N.° 21.730 que traspasa toda la institucionalidad de orden público desde el Ministerio del Interior al Ministerio de Seguridad Pública. La Subsecretaría de Seguridad Pública es el órgano de colaboración inmediata del ministro o ministra en el diseño, coordinación, implementación en el marco de sus competencias y evaluación de políticas públicas relativas a la seguridad pública, la protección de las personas, el orden público, crimen organizado, mantenimiento del orden público y resguardo fronterizo. De la subsecretaría dependen:
  - Secretarías Regionales Ministeriales de Seguridad Pública: a lo largo del territorio nacional, el Ministerio de Seguridad Pública contará con equipos encabezados por un Seremi de Seguridad, con dedicación exclusiva a las tareas relacionadas con la materia para implementar medidas específicas a cada realidad regional. Además, existirán departamentos provinciales de Seguridad Pública.[16]
- Subsecretaría de Prevención del Delito:[1][Nota 2] fue creada en 2011 conforme al Decreto Ley 20.502, en el marco de la nueva institucionalidad que se dio al Ministerio del Interior.  Corresponde al órgano de colaboración inmediata del ministro en todas aquellas materias relacionadas con la elaboración, coordinación, ejecución y evaluación de políticas públicas destinadas a prevenir la delincuencia, a rehabilitar y a reinsertar socialmente a los infractores de ley, sin perjuicio del ejercicio de las atribuciones que el ministro le delegue, así como del cumplimiento de las tareas que aquel le encargue. En 2025, pasa a formar parte del Ministerio de Seguridad Pública, separándose de la cartera de Interior.

### Organismos dependientes
Se encuentran bajo la dependencia del ministro de Seguridad Pública los siguientes organismos:
- Centro Integrado de Coordinación Policial (CICPOL)
- Sistema Nacional de Protección Ciudadana
- Departamentos Provinciales de Seguridad Pública
- Agencia Nacional de Ciberseguridad
  - Equipo Nacional de Respuesta a Incidentes de Seguridad Informática de Chile (CSIRT Nacional)
  - Sistema Integrado de Teleprotección con Inteligencia Artificial (SITia)
- Fuerzas de Orden y Seguridad:
  - Carabineros de Chile
  - Policía de Investigaciones de Chile (PDI)
- Dirección de Previsión de Carabineros de Chile (DIPRECA)

## Lista de ministros
- Partidos:

     – Independiente (Ind.)
     – Frente Amplio (FA)
| N.º. | Ministro | Ministro          | Partido | Inicio             | Final       | Presidente | Presidente         |
| ---- | -------- | ----------------- | ------- | ------------------ | ----------- | ---------- | ------------------ |
| 1    |          | Luis Cordero Vega | Ind.    | 1 de abril de 2025 | En el cargo |            | Gabriel Boric Font |

### Redes sociales
- Ministerio de Seguridad Pública de Chile en X (antes Twitter)
- Ministerio de Seguridad Pública de Chile en Facebook
- Ministerio de Seguridad Pública de Chile en Instagram

- Datos: Q133173648